# لي مينغ هوي
لي مينغ هوي (بالصينية المبسطة: 黎明晖؛ بالصينية التقليدية: 黎明暉؛ بينيين: مواليد 1909 - 9 ديسمبر 2003) كانت ممثلة وراقصة ومغنية صينية. وهي ابنة لي جين هوي، وقد ظهرت في مسرحياته الموسيقية منذ سن مبكرة، على الرغم من أن التقاليد تتوقع أن يلعب الرجال أدوارًا نسائية. وبحلول سن الثامنة عشرة، ظهرت في العديد من الأفلام والدراما المسرحية وأسطوانات الفونوغراف، وأخذت استراحة في عام 1928 للقيام بجولة في جنوب شرق آسيا مع فرقة برايت مون للغناء والرقص التابعة لوالدها. بعد عودتها إلى الصين، عملت في خدمة يونايتد فوتوبلاي واستمرت في الغناء والتمثيل حتى عام 1938.